# Brother of the Year
Brother of the Year (tailandés: Nong Pee Tee Ra), es una popular película dramática y de romance tailandesa estrenada el 10 de mayo de 2018.

## Sinopsis
Chut y Jane son dos hermanos que tienen dos personalidades completamente opuestas. Chut es un joven perezoso y molesto, que nunca logra nada, mientras que Jane es una joven responsable y aplicada que siempre sobresale en todo lo que hace. Constantemente se encuentran discutiendo ya que Chut nunca hace nada en la casa.
Por otro lado Chut también es muy sobreprotector cuando se trata de la vida amorosa de Jane, y siempre rompe sus relaciones amorosas, sintiéndose como un fracaso junto a su hermana "perfecta", Chut ha canalizado durante mucho tiempo su complejo de inferioridad para asustar a cualquier joven que esté interesado en ella, por lo que cuando Jane comienza una nueva relación con Moji, su perfecto novio tailandés-japonés, intenta mantenerlo en secreto, pero esto no dura por mucho tiempo y las complicaciones aumentan cuando Moji le pide matrimonio a Jane y ella acepta.
Cuando Chut se entera de que tendrá que aprender a cuidarse sólo ya que su hermana está a punto de casarse y mudarse a Japón, intentará hacer todo lo que esté en sus manos para romper la relación. Pronto la relación entre hermanos se vuelve tan hostil que ponen en riesgo sus carreras y sus vínculos familiares, por lo que en el camino ambos tendrán que aprender a dejar a un lado sus egos, si no quieren perder a las dos personas más importantes que tienen en sus vidas.

## Personajes

### Personajes principales
- Urassaya Sperbund como Jen, la hermana menor de Chat, quien comienza a salir con Moji luego de conocerlo en su nuevo trabajo.
- Sunny Suwanmethanon como Chatchawan "Chut", el hermano mayor de Jen, un joven que está dispuesto a arruinar todas las relaciones románticas de su hermana para que ella no lo abandone.
- Nichkhun como Mochikawa "Moji", es un joven dulce y perfeccionista que trabaja como gerente de marketing de una firma japonesa y que siempre sigue las reglas al pie de la letra. Moji nunca ha salido con ninguna de sus colegas, sin embargo cuando conoce a Jen, sabe que ella es la indicada y comienza a salir con ella.[3][4]

### Personajes secundarios
- Manasaporn Chanchalerm como Dear, una interna y colega de Sunny.
- Anchuleeon Buagaew.

## Premios y nominaciones
| Año  | Categoría                                       | Premio                                | Nominada (o)        | Resultado |
| ---- | ----------------------------------------------- | ------------------------------------- | ------------------- | --------- |
| 2019 | Best Film Actress                               | 8th Daradaily Award                   | Urassaya Sperbund   | Ganó      |
| 2019 | Best Film                                       | 8th Daradaily Award                   | Brother of the Year | Ganó      |
| 2019 | Best Actress                                    | Thai Film Director Award              | Urassaya Sperbund   | Ganó      |
| 2019 | Best Actress                                    | 28th Suphannahong National Film Award | Urassaya Sperbund   | Ganó      |
| 2019 | Best Actor                                      | 28th Suphannahong National Film Award | Sunny Suwanmethanon | Nominado  |
| 2019 | Best Original Score                             | 28th Suphannahong National Film Award | Hualampong Riddinm  | Nominado  |
| 2018 | Best Performance Actress of the Year in a Movie | Maya Award                            | Urassaya Sperbund   | Ganó      |
| 2018 | Best Actress in a Film                          | Siam Dara Stars Award                 | Urassaya Sperbund   | Ganó      |
| 2018 | Best Actor in a Film                            | Siam Dara Stars Award                 | Sunny Suwanmethanon | Ganó      |

## Producción
La película también fue conocida como "Nong Pee Tee Ra" y fue dirigida por Witthaya Thongyooyong (también conocido como Vithaya "Ball" Thongyuyong).
Contó con los escritores por Witthaya Thongyooyong, Nontra Kumwong, Tossaphon Riantong y Adisorn Trisirikasem.
La producción estuvo a cargo de Jira "Keng" Maligool y Vanridee "Van" Pongsittisak, quienes contaron con el apoyo de los productores ejecutivos Paiboon Damrongchaitham, Boosaba Daorueng y Jina Osothsilp.
La cinematografía estuvo a cargo de Niramon Ross, mientras que la edición fue realizada por Vijjapat Kojiw y Thammarat Sumethsupachok en un formado 2D.
Fue filmada en Bangkok Tailandia y tiene una duración de 2 horas con 4 minutos (125 minutos).
Contó con las compañías de producción "GDH 559" y "Jorkwang Films" y es distribuida en Tailandia por "GSC Movies" y por "Golden Village Pictures" en los cines de Singapur.
El distribuidor independiente de Taipéi, "Catchplay", escogió el film durante los primeros días de la Marche du Film en Cannes, con el objetivo de darle un amplio estreno en el cine en otros países.

### Popularidad
A su estreno la película fue un éxito y lideró la taquilla local, recibiendo críticas positivas por parte de los críticos. También fue muy bien recibida por los asistentes quienes hablaron bien de la interpretación de la relación entre hermanos, así sobre la importancia de la familia.
Las interpretaciones de los protagonistas Urassaya Sperbund y Sunny Suwanmethanon, quienes interpretaron a los hermanos Jen y Chat también fue aclamada.

### Emisión en otros países
La película fue vendida en la mayor parte del resto del sudeste asiático, donde se inauguró a principios del verano.
| País           | Fecha de Estreno        | Notas  |
| -------------- | ----------------------- | ------ |
| Australia      | 12 de julio de 2018     | -      |
| Brunéi         | 28 de junio de 2018     | -      |
| Canadá         | 6 de julio de 2018      | [ 11 ] |
| Camboya        | 21 de junio de 2018     | -      |
| China          | -                       | -      |
| Estados Unidos | 6 de julio de 2018      | -      |
| Filipinas      | 5 de septiembre de 2018 | -      |
| Hong Kong      | 21 de junio de 2018     | -      |
| Indonesia      | 1 de agosto de 2018     | -      |
| Malasia        | 28 de junio de 2018     | [ 12 ] |
| Nueva Zelanda  | 12 de julio de 2018     | -      |
| Singapur       | 12 de julio de 2018     | [ 13 ] |
| Taiwán         | 20 de julio de 2018     | -      |
| Vietnam        | 6 de julio de 2018      | -      |